# Burggrafenamt
Burggrafenamt (tudi Meranska; italijansko Burgraviato, nemško Burggrafenamt, ladinsko Burgraviat) je upravna skupnost v zahodni Južni Tirolski. Glavno in največje mesto je Meran (it. Merano) s 40.000 prebivalci. Drugo največje mesto je Lana z 10.254 prebivalci. Meranska je upravno razdeljena na 26 občin (1 mestna občina, 3 tržne občine, 22 občin). Prebivalci večinoma govorijo nemško (77,7 %), italijansko (22 %), in ladinščino (0,3 %). Leta 2004 je bilo 91.579 prebivalcev, od tega je 4,4 % tujcev. Površina upravne skupnosti je 1.101 km².

## Mestne in tržne občine upravne skupnosti
- Merano (nemško Meran, ladinsko Maran), 40.047 prebivalcev (2017) -mestna občina-
- Lana, 10.254 prebivalcev (2004) -tržna občina-
- Naturns (italijansko Naturno), 5.148 prebivalcev (2004) -tržna občina-
- Sv. Lenart v dolini Passeier (nemško St. Leonhard in Passeier, italijansko San Leonardo in Passiria), 3.402 prebivalca (2004) -tržna občina-